# Flea
邁克爾·彼得·巴爾扎里（英語：Michael Peter Balzary，1962年10月16日—）是一位出生在澳大利亚的美国贝斯手、小号演奏家及演员，其艺名Flea更为人熟知。他作为另类摇滚乐队Red Hot Chili Peppers的贝斯手和组建者而出名。他在乐队中的表现融合了几种不同的音乐风格，从疾速的Slap到更柔和而旋律化的手法。除了Red Hot Chili Peppers,他还与很多艺人合作过，包括Jane's Addiction、The Mars Volta及Alanis Morissette.受疯克音乐和朋克摇滚的影响，Flea着重于纯朴而极简的贝斯演奏，视复杂化为应适度运用的技术。
起初作为一个小号演奏天才，Flea中学时从最亲密的朋友即日后Red Hot Chili Peppers的吉他手Hillel Slovak那儿学会了演奏贝斯，当时后者的乐队Anthym正缺一个贝斯手。但加入乐队几个月后Flea便因要加入朋克摇滚乐团Fear而退队。不久他又重新加入Slovak并与中学校友Anthony Kiedis及Jack Irons组建了个临时乐队，这个临时合作最终导致Red Hot Chili Peppers的诞生。Flea在演艺界进行了很多次尝试，参演了各种类型的电影，如《回到未来2》（1989）、《不羁的天空》（1991）和《谋杀绿脚趾》（1998）。

## 介绍

### 早期经历
Flea 1962年10月16日生于澳大利亚的墨尔本。他的父亲Mick Balzary是一个热情的渔夫，经常带他去捕鱼。Flea五岁那年，为了他父亲的事业全家迁到纽约的拉伊。1971年，他的父母离婚，父亲回到澳大利亚。Flea和他的兄弟姐妹们跟着他们的母亲Patricia留了下来，不久她便和一个爵士音乐家再婚。Flea的继父经常邀请音乐家到他家，也就常常有即兴表演。后来全家又迁到加州的洛杉矶，Flea变得对小号非常痴迷。他的老师觉得他是个天才，认为只有同样毕业于Fairfax中学的音乐家Herb Alpert能与他匹敌。此外，他那时对摇滚乐毫无兴趣却极其崇拜像Miles Davis、Louis Armstrong和Dizzy Gillespie那样的jazz音乐家。
他的继父是个"有攻击性的酒鬼",最终被牵扯到和警察的枪战中。"我在一个充满暴力、酒精的家庭中被养大，"Flea后来说到，"我长大后很怕我父母，尤其是我父亲的形象。这让我日后产生许多烦恼。"为了应付这种情况，Flea 13岁时开始尝试每天都抽大麻。
Flea进入Fairfax中学后由于他的音乐品味而有点被冷落。然而，他很快遇见了Anthony Kiedis,在简短的会面后两人便成了最好的朋友。Kiedis回忆道："我们因为顽皮和友爱而互相吸引以至于已经无法分开了。我们在社交上都被排斥。我们遇到了对方而这证明是我一生中最持久的友谊。" Kiedis对Flea影响非常大，使后者转向摇滚乐，尤其是朋克摇滚。当两人在滑雪时，Flea马上就采用了Kiedis提出的这个绰号，来体现他那跳动而多变的天性。

### 1980-1984:Red Hot Chili Peppers的组建
Flea和当地乐队Anthym的吉他手Hillel Slovak也是亲密的朋友，乐队最初的贝斯手无法令人满意，于是Slovak开始教Flea弹贝斯。随着几个月的练习，Flea的演奏逐渐变得熟练，最终加入乐队成为其中一员。那之后不久，Anthym乐队参加了当地一个"乐队之战"比赛并得了第二名。Flea在乐队期间，逐渐发展出一种slap风格，日后在Red Hot Chili Peppers的歌曲中变得很突出。尽管乐队成员均未成年，Anthym乐队已经开始在当地的夜总会演出了。Flea、Slovak和Kiedis变成了最好的朋友，经常参与游戏性使用LSD、heroin、cocaine和speed.
这三个人变成了当时正在洛杉矶兴起的朋克摇滚运动的拥儡。Flea由对这种流派的不屑转变为排外地听朋克摇滚：“朋克摇滚的魅力在于其强度和能量。朋克使所有那些自大的摇滚明星都瘪掉了。我认为不注意朋克乐的音乐家在他们的认知体系里都有道屏障，使它无法和当今沟通。”Anthym乐队将名字变为What Is This?,很快就变成了当地俱乐部的最爱——一场演出经常吸引超过三千人。然而乐队内部却不太稳定，Flea离开乐队加入了洛杉矶一个较著名的朋克摇滚乐队Fear担任贝斯手。虽然Fear乐队风头日劲，Flea仍感到不满，加入不久便退队了。之后他在英国的后朋乐队Public Image Ltd.贝斯手一职的试音中非常成功，但他拒绝了邀请；后来他承认他去试音的唯一原因是能与乐队的主唱John Lydon一起即兴。
Slovak、Kiedis和Flea从一个融合朋克与疯克的乐队Defunkt那儿找到了灵感，开始创作他们自己的音乐。Flea、Slovak、 Kiedis及Anthym乐队的鼓手Jack Irons组建了一个叫Tony Flow and the Miraculously Majestic Masters of Mayhem的乐队。乐队只有一首叫"Out in L.A."的歌，并且是为了将这首歌演奏一遍而组建的。这个乐队在The Rhythm Lounge酒吧的第一场演出之后，酒吧老板请他们再来，但是必须得带来两首而不是一首歌。之后演出又多了几次，除了保留曲目外新歌也多了几首，乐队名字就变为了Red Hot Chili Peppers。

### 1984-1990:最初的四张专辑
在当地俱乐部和酒吧数月的演出使得乐队的演唱会保留曲目增多到9首。Red Hot Chili Peppers进入Bijou录音棚录制了一张demo磁带，随后EMI公司与乐队签了一份正式的唱片合约。然而Irons与Slovak为了继续"更加重要"的梦想What Is This?乐团而决定离开Red Hot Chili Peppers.Flea最终尊重了这个决定，但是觉得乐队没有他们就会失败。他和Kiedis雇用了鼓手Cliff Martinez和吉他手Jack Sherman来分别填补Irons和Slovak的空缺。前Gang of Four乐队的吉他手Andy Gill同意制作他们的处女作。Gill和Sherman与Flea和Kiedis的意见不合；他们对音乐风格、音效及专辑的发行不停的争论。Flea本人觉得专辑死气沉沉、"大错特错",但是也承认"我们（他和Kiedis）当时既无礼又令人讨厌".乐队的同名处女作《Red Hot Chili Peppers》于1984年8月10日发行，评论和商业上都反响平平。一次相对徒然的巡演之后，Sherman于1985年年初被开除。已经开始考虑回到Chili Peppers的Slovak受到Flea的鼓舞后重新加入乐队。
疯克音乐家George Clinton被雇用担任乐队第二张专辑《Freaky Styley》的制作人。Clinton与Chili Peppers间的化学反应立刻生效。Flea后来提到Clinton是"世界上最热心、最和蔼的人".然而1985年八月《Freaky Styley》发行时只赢得了比《Red Hot Chili Peppers》稍多一点的关注，截至年底大概卖了75000份拷贝。Flea倒是对专辑惨淡的销量漠不关心，因为他那时正在向有孕在身的女友 Loesha Zeviar求婚。在可能的制作人人选中，乐队雇用了他们最后的希望Michael Beinhorn制作下张专辑。What Is This?乐团最终解散，Irons于1986年年中Martinez被开除后回到Chili Peppers.Flea、Slovak尤其是Kiedis染上了滥用毒品的恶习，他们的关系也随之紧张。Flea回忆说"对我而言那段时间很丑陋也毫无乐趣；我们的关系不健康".Kiedis变得完全依赖海洛因，丢下了Flea和Slovak去完成专辑的大部分素材。Flea和Zeviar结婚了，她生下了他们的女儿Clara.Kiedis被要求花一个月恢复健康而暂时被踢出乐队。Kiedis成功后重回Red Hot Chili Peppers,在洛杉矶录制他们的第三张专辑《The Uplift Mofo Party Plan》。Flea称这张专辑是乐队所有专辑里"最'摇滚'的专辑".结果《The Uplift Mofo Party Plan》在商业上和评论上都比之前的专辑成功许多，在公告牌二百强专辑榜排行榜上位居148位。激动人心的巡演过后，Slovak的药物滥用明显增加。Flea和Slovak的关系也渐渐疏远，Slovak变得离群而失落。1988年6月28日， Slovak被发现死于海洛因使用过量。Flea考虑道："我真的不知道怎样来面对这种悲伤，我想Kiedis也不知怎么办。"Irons尤其无法承受 Slovak的离去而选择离开乐队。
Flea和Kiedis花了一段时间来稳定各自的情绪，但仍决定要将乐队继续下去。吉他手DeWayne "Blackbyrd" McKnight和鼓手D.H. Peligro加入进来，乐队再次进入录音棚去完成一张新专辑。McKnight因和乐队其余成员风格不符而在乐队中立刻就制造出一种紧张气氛。前朋克摇滚乐队Dead Kennedys的鼓手Peligro和John Frusciante是朋友，后者是个18岁的年轻吉他手同时也是Red Hot Chili Peppers的死忠。Peligro将Frusciante介绍给Flea,这三个人在不同的场合便即兴合作了几次。Flea对Frusciante的技术印象很深，也对他了解Chili Peppers曲目的熟悉程度非常惊讶。Flea意识到Frusciante能带来McKnight没有的那种火花。McKnight被解雇后 Frusciante接受了加入乐队的邀请。Peligro不久也被解雇；鼓手Chad Smith取而代之。Flea和妻子Zeviar开始分道扬镳，他开始通过每天抽大麻来唤起青春期的记忆。1989年年初Chili Peppers进入录音棚录制完成了他们第四张专辑《Mother's Milk》。即将发行时专辑遭到了各种各样的批评，但商业上仍惹人注目，在公告牌二百强专辑榜排行榜上飙升到58位。在这期间，Flea出现在Jane's Addiction 1988年的专辑《Nothing's Shocking》里演奏小号，并在Young MC 1989年广受褒扬的专辑《Stone Cold Rhymin'》里演奏贝斯。他同样也出现在那张专辑的主打单曲"Bust a Move"的MV里。

### 1990–1998:主流界的成功及编外计划
接下来《Mother's Milk》专辑的巡演使Flea的婚姻处于极大压力之下。为了挣钱，他需要巡演，因此大部分时间都远离家人。另外，他和Smith因在MTV台春假报道中被指控在一场表演后性伤害和性骚扰而被逮捕，指控最终被撤销。然而，乐队每场演出吸引超过3000名观众；1990年初《Mother's Milk》成为金唱片。Red Hot Chili Peppers返回洛杉矶后，Flea和Zeviar同意分开。他试图通过抽大麻、和自愿的歌迷做爱来将这次分离抛之脑后。
这次巡演结束后，Red Hot Chili Peppers离开EMI公司投奔Warner Bros. Records公司。曾放弃发行专辑《The Uplift Mofo Party Plan》机会的Rick Rubin同意担任下张专辑的制作人。Flea已经在乐队前四张专辑中大量使用了重要的贝斯slap技巧，因此决定减少演奏这种风格以利于走更传统而旋律化的贝斯线。为了录制专辑，Rubin建议去一幢曾属于魔术师Harry Houdini的公寓。Flea觉得那是"一种富于创造性的环境",于是决定将他的女儿Clara一起带上。除Smith外他和乐队其他成员都呆在房子里进行全部的录制工作。当不用创作或录制专辑时，大部分时间里Flea就与Frusciante抽大量的大麻。在专辑录制期间Flea体验到了从未有过的情绪：
|  | 当我们（乐队）创作《Blood Sugar Sex Magik》时每天花大量时间来即兴--一小时接着一小时。我记得在Anthony出去制作一部电影的期间，很长一段时间就只有我、John和Chad,我们就在那儿演奏。我和John不停地吸着大麻，感到永远亢奋而快乐。这是我们第一次在没有感到因所作所为而受到胁迫的状态下录制专辑。 |

当《Blood Sugar Sex Magik》于1991年9月24日发行时，受到了评论界压倒性的积极响应。专辑位于公告牌二百强专辑榜排行榜第三位，仅在美国就卖出了超过7百万张。接下来的专辑巡演受到了一致好评—Chili Peppers一般的演出都有超过2万名观众。在他们西海岸的美国巡演中以西雅图为根据地的垃圾摇滚乐队Nirvana也同他们一起巡演。然而Chili Peppers受到的巨大关注令Frusciante非常不适应，在专辑的日本巡演中他突然退出乐队。乐队雇佣了吉他手Arik Marshall来完成余下的演出。
巡演结束后Marshall被解雇，乐队加入Jane's Addiction的吉他手Dave Navarro来录制一张新专辑。Kiedis当时处在毒品复吸的阶段，Flea迫不得已亲自担当以前从未尝试过的词作者。他写了 "Transcending"这首歌的一大半，"Deep Kick"的引子。Flea还写了"Pea"这首歌的全部歌词，歌里他边弹贝斯边唱歌。这三首歌出现在Chili Peppers 1995年9月12日发行的第六张专辑《One Hot Minute》中。这张专辑受到了各种各样的评论，值得注意的是商业上并没有《Blood Sugar Sex Magik》成功。由于Kiedis和Smith在《One Hot Minute》的专辑巡演中受到了各种伤害导致巡演最后被缩减，Red Hot Chili Peppers决定歇一段时间。Flea开始练习瑜伽，并逐渐减少大麻的用量。因为Chili Peppers的停滞，Flea于1997年与Navarro一起加入到Jane's Addiction的重组巡演中，填补了Jane's Addiction前贝斯手Eric Avery的空缺。有传言说乐队就要解散了，直到Navarro站出来说："我想说明Chili Peppers并没解散……若时间允许，我和Flea都很乐意这两个乐队同时进行。"
Flea还打算录制一张个人专辑。他请Chili Peppers的经纪人Lindy Goetz去帮他做专辑宣传工作及他未来的个人演艺计划。最终Flea为了在贝斯演奏上与其他艺人合作而放弃了这个计划。他于1995年到1998年间在超过40张专辑中献技，从Alanis Morissette的专辑《Jagged Little Pill》到前Minutemen乐队的贝斯手Mike Watt的首张个人专辑《Ball-Hog or Tugboat?》。他也同Tori Amos及Michael Stipe一起为Johnny Depp 1995年的电影《唐璜》创作了一首配乐。Navarro于1998年被开除了Chili Peppers,Flea在考虑Red Hot Chili Peppers是否能继续："……我能想象的唯一一种继续下去的方式就是把John Frusciante拉回乐队。"经历了严重沉迷于海洛因和纯可卡因后的生死边缘，Frusciante在1997年彻底戒了毒。Flea于1998年年初邀请Frusciante回到Chili Peppers;深受感动的Frusciante欣然同意。

### 1998年至今：《Californication》、《By the Way》及《Stadium Arcadium》
有了Frusciante回到吉他手的位置，1998年夏季乐队在Flea的家中开始创作新歌。《One Hot Minute》让人沮丧的结果令他和Kiedis对新专辑的创作并不是太自信。Flea最近又和处了两年的女友Marissa Pouw分手，导致低落的情绪一直伴随着他，只有女儿Clara能在他数个星期的痛苦后给他带来慰藉。
创作和录制《Californication》期间Flea深受电子乐的影响，他尝试着在写专辑的贝斯线时效仿这种风格。相比《One Hot Minute》一年的录制时间，《Californication》仅花了不到两个星期的时间。1999年6月8日《Californicaton》发行后，受到了广泛的好评，在全世界销量达1千5百万张--超过了《Blood Sugar Sex Magik》。1999年Chili Peppers参加了Woodstock音乐节，Flea全裸表演--在同年Reading and Leeds音乐节及《Californication》的巡演中也是如此。
Flea觉得公立学校制度因为彻底减少、有时是完全忽略与艺术有关的课程而很难让孩子们接触到音乐。为此他创办了Silverlake Conservatory of Music学校致力于帮助年轻人在音乐上发展。"我就是想把从公立教育课程中去掉的那块空白填起来。他们取消音乐课程就是犯了个错，"Flea惋惜说， "我在LA公立学校里成长，而且是音乐系。这对我的生活非常重要，这让我有所依赖，并且这对我而言是条重要的出路。没有音乐，我想我现在肯定过的很糟，而现在就有很多这样的孩子。我就是想试着提供一些我得到过的东西。"
红辣椒乐队于2006年在Oxegen音乐节上Flea的表演
Red Hot Chili Peppers花了2001年大多数时间来创作他们的第八张录音室专辑《By The Way》。乐队成员全都开始听一些更旋律化更结构化的音乐，这在专辑中反映明显。Frusciante成了《By The Way》专辑中的主导，这引起了他跟Flea初期的不和。如果贝司手在他的贝司线中加入了疯克节奏，吉他手就会因此而反对。《By The Way》于2002年7月9日发行，得到了一致好评。即使没有《Californication》和《Blood Sugar Sex Magik》成功，《By The Way》仍然在全球售出了超出九百万张。接下来的巡演很赚钱；Chili Peppers在伦敦的海德公园举办了三场超过25万观众观看的演出，总收入达1710万美元。这成了历史上在一地举办演唱会盈利最多的纪录。
又举办了两年世界巡演后，Chili Peppers着手创作他们第九张录音室专辑《Stadium Arcadium》。2005年Flea与女友Frankie Rayder订婚，同年年底她生下了他第二个女儿Sunny Bebop.和《By The Way》不同，在创作这张专辑时Flea与Frusciante在音乐上结合地更紧密。他们的灵感来源于Jimi Hendrix、Jimmy Page以及Eddie Van Halen.这个双张专辑最终于2006年5月9日发行，得到了广泛的好评，不到两年就卖出了七百万张。2007年11月，Flea在Malibu价值 480万美元的Corral Canyon别墅被一场大火烧毁。别墅所在地已经清空待售了，不过那儿也不是他的主要住处。
在乐队因为疲惫而宣布长期中断后，Flea参加了University of Southern California的音乐班。2008年初秋，这位贝司手正在学习音乐理论、乐曲及爵士小号。Flea将参加这类课程的兴趣归因于那种扩宽对音乐的鉴赏和理解的新期望："学这些东西太有趣了，因为我之前什么都不懂。我先前在学校的乐队吹小号。我学会了我想在小号上演奏的东西，但我不知道为什么这个音符要跟着那个音符，不懂它如何能创造出那种声音。也不知道如何在乐曲中创造紧张感[……]了解这种结构很有趣。"Flea还透露打算发行一张纯器乐为主的个人专辑，目前专辑正在他家录制中；邀请到的音乐家包括Patti Smith以及Silverlake音乐学校的一支唱诗班。

## 音乐风格
"任何乐器都只是表达自我及自我与世界的联系的一种媒介。无论你的演奏水平如何，玩音乐都是向世界表达某种东西的一个机会。"—Flea,《Bass Player》，2006年6月
Flea在这些年里展现示出了各种各样的技巧，从他最初使用的Slap技巧到《Blood Sugar Sex Magik》所运用的更传统的技巧。Allmusic的Greg Prato评价道："将疯克风格的贝司手法与迷幻、朋克、硬摇滚相融合，Flea创造出了一种被模仿过无数次的全新演奏风格。"Flea被认为是所有时期最杰出的贝司手之一，《Rolling Stone》杂志的Greg Tate说"如果摇滚界要颁发个最有价值的贝司手奖，Flea一定会要求连续十年获得那个该死的奖".碎瓜的主唱Billy Corgan回忆起他1984年第一次看见Chili Peppers时的情景，"Flea弹得过了火以至于他的大拇指都磨出了一个洞，因为伤得太严重了，再歌曲间隙他简直就是痛得在叫。有人跑上跑下来给那个洞里灌可怕的胶液。"Flea的乐器声音还取决于他用什么型号的琴。在《Californication》之前，他不相信所用的贝司有那么重要："重要的是你如何拍打它们（贝司）以及你的情绪意图，我还是认为那才是关键。"Flea得到过一把1961年的Fender爵士贝斯，因为它有"老木头的声响"而十分珍惜。他对于Red Hot Chili Peppers的贡献不仅在于贝司也包括小号；在诸如第四张专辑《Mother's Milk》里的 "Subway to Venus"及"Taste The Pain"或者第九张专辑《Stadium Arcadium》里都能听到。

### 技法
Flea这些年的贝司演奏变化相当大。加入Fear乐队时他的技术大体集中于走传统的朋克摇滚贝司线，但是当Red Hot Chili Peppers组建后他改变了这种风格。他开始将其与slap贝司曲风相结合，后者大多是受Bootsy Collins的影响。然而，这种技巧带给了Flea来自音乐界的注意，而且经常被模仿，所以他觉得有必要在专辑《Mother's Milk》之后完全将slap贝司风格舍弃。因此，《Blood Sugar Sex Magik》中一个明显的转变就是没有了他标志性的技巧，取而代之的是更倾向于传统而旋律化的低音铺底。他对于如何演奏的想法也改变了："我试着在《Blood Sugar Sex Magik》里演奏得更简单，因为先前我已经弹得够复杂了，所以我想，'我应该静下来让那些音符少弹一半。'当我弹奏地简单了些时，那种感觉更刺激--有更多的空间可以留下来。若我弹得密集些，它们就能凸显出来，而不是那种贝斯蹦出连续的音符。留白很好。"在创作和录制《One Hot Minute》的过程中，Flea结合了slap贝司中的和声进行，但在技巧上仍然注重"简约而不简单"理念，而不是复杂："我甚至都记不得（在专辑中）我弹过什么复杂的东西；即使是slap都很简单。这是创造性的试验，我挺自豪的--但是我这样演奏更像是一种美学上的选择。"这导致Flea改变了他写歌的方法，从即兴变为独自创作，他讲了乐队是如何创作歌曲的："[One Hot Minute]是我们即兴成分最少的一张专辑。我是说，我们确实在各个动机上即兴了不少，但整张专辑只有一首歌来自即兴，'Deep Kick'.其他的都是我拿把吉他或贝斯写出的。"
Flea在《Californication》时期对电子乐很感兴趣，他尝试通过在贝斯演奏中运用电子合成器来效仿同样的感觉："毫无疑问，我觉得最激动人心的音乐就是电子乐。"他最终决定放弃这个想法，承认除了Frusciante外乐队并未朝同一个方向进行。《Californication》中可以看出他比《One Hot Minute》融合了更多的疯克贝斯线。《By The Way》里，大多数贝斯线完全脱离了疯克。Flea觉得Frusciante写的和旋调子不支持他典型的技巧；此外，他不认为这张专辑的音乐方向非常旋律化，但是另一方面"......我们中的每一个都是真正的自己。乐队创作音乐是件非常公共的事。"

### 音乐影响
Flea经常观看继父曾在的一个咆勃爵士樂（爵士音乐的一种）乐队的即兴；因此不久就变得痴迷于小号。Flea将他接下来的音乐兴趣归功于爵士演奏家比如邁爾士·戴維斯、查利·帕克、路易斯·阿姆斯特朗、約翰·柯川及迪齊·格萊斯彼。Kiedis向他介绍朋克和摇滚乐后，Flea变得迷恋像The Germs、Styx、大卫·鲍伊和Defunkt那样的艺人。《Blood Sugar Sex Magik》之前Flea早期主要受疯克艺人的影响，比如布德西·柯林斯、百樂門-放克瘋、史萊和史東家族合唱團以及The Meters。一直到《Mother's Milk》这些艺人都是影响Red Hot Chili Peppers音乐值得注意的方面。起初，Flea深受朋克乐队的影响--弹得越快越狠就越好，但是最终在《Blood Sugar Sex Magik》时期他抛弃了这种观念："我之前很不成熟（音乐上）[……]都是扯淡。"《Californication》和《By the Way》时期，相对于疯克，Flea受电子乐、后朋乐队如治疗乐队、歡樂分隊、苏克西与女妖以及新浪潮音乐的影响更深。《Stadium Arcadium》专辑时期，他的兴趣又有转变。比起先前两张专辑时他听的那些旋律化音乐，他这时唯独喜欢那些华丽的吉他手如吉米·亨德里克斯、埃迪·范·海伦及吉米·佩奇的作品。